# Silè de Calàtia
Silè (en llatí Silenus o Seilenus, en grec antic Σειληνός) va ser un historiador grec nadiu de Calàtia.
Ateneu de Naucratis cita el llibre tercer d'una obra anomenada Σικελικά, a la que també s'hi refereix Diògenes Laerci. Dionís d'Halicarnàs diu que també va escriure una Història de Roma, que critica per la seva falta de precisió, a la que en fa referència Titus Livi quan parla de les operacions d'Escipió Africà Major a Hispània. Polibi va criticar Silè per la crònica que va fer explicant un somni de contingut religiós que va tenir Hanníbal després de la presa de Sagunt, que donava una justificació sagrada a la seva guerra contra Roma.
Possiblement és el mateix escriptor mencionat també per Estrabó, Esteve de Bizanci i Plini el Vell. També en fa una referència Foci.